# يودو الإيثان
يودو الإيثان (أو يوديد الإيثيل) هو مركب عضوي صيغته C2H5I، ويوجد على هيئة سائل عديم اللون.
ينتمي يودو الإيثان إلى المركبات الهالوكربونية الأليفاتية المشبعة.

## التحضير
يحضر هذا المركب من تفاعل الإيثانول مع اليود بوجود الفوسفور الأحمر؛ أو من تفاعل إضافة يوديد الهيدروجين إلى الإيثيلين:
{\displaystyle \mathrm {CH_{2}{=}CH_{2}+HI\longrightarrow {}CH_{3}CH_{2}I} }

## الخواص
يوجد هذا المركب في الشروط القياسية على هيئة سائل عديم اللون. وهو مركب سهل التطاير وله رائحة واخزة.